# Gonatosphaera
Gonatosphaera es un género de foraminífero bentónico de la subfamilia Lingulininae, de la familia Nodosariidae, de la superfamilia Nodosarioidea, del suborden Lagenina y del orden Lagenida. Su especie-tipo es Gonatosphaera prolata. Su rango cronoestratigráfico abarca desde el Oligoceno hasta el Mioceno.

## Clasificación
Gonatosphaera incluye a las siguientes especies:
- Gonatosphaera colomi
- Gonatosphaera inflata
- Gonatosphaera prolata